# ウイニングポスト
『ウイニングポスト』 (Winning Post) は、1993年1月14日に日本の光栄から発売されたPC-9801用育成シミュレーションゲーム。
同社の『ウイニングポストシリーズ』第1作目。プレイヤーは馬主として競走馬を育成し凱旋門賞を獲得する事を目的としている。レースへの登録や競走馬の調教などはすべて調教師が行うため、プレイヤーは経営に専念する形となっている。
開発は光栄が行い、プロデューサーはシブサワ・コウ、音楽はテレビ朝日系テレビアニメ『クレヨンしんちゃん』（1992年 - ）のエンディングテーマなどを手掛けた作曲家の山崎洋一、オリジナルファンファーレは作編曲家の新井智詞が担当している。
PC-9801版の発売後、様々なパソコン機種に移植された他、スーパーファミコン、メガCD、3DO REALなどの家庭用ゲーム機にも移植された。3DO REAL版、Macintosh版では実写映像が使用されており、後に発売されたマイナーチェンジ版のセガサターンおよびPlayStation用ソフト『ウイニングポストEX』（1995年）にもその流れが受け継がれた。Windows用ソフト『コーエー25周年記念パック Vol.6』（2003年）にも復刻版が収録され、2005年7月15日に廉価版であるコーエー定番シリーズで単品発売もされた。
後にスーパーファミコン用ソフト『ウイニングポスト2』（1995年）が発売され、以後シリーズ化された。

## ゲーム内容

### システム
- ゲームは1億円の資金と2頭の競走馬を所有した状態でスタートする[1]。一定の条件を満たすことで競走馬を生産するための牧場を開設し、最大5頭の繁殖牝馬を繋養することが可能となる。
- 日本国内は中央競馬のみを舞台としており、地方競馬のレースは存在しない。条件戦およびオープン特別はプレイヤーの拠点（関東・関西）において行われるレースのみ出走可能。日本国外のレースは凱旋門賞のみで、一定以上の成績を収めた競走馬のみ出走可能。プレイヤーは凱旋門賞優勝を目指すこととなる[2]。
- 競走馬生産の方法は単純で、強い馬同士を掛け合わせ、強い馬が偶然に誕生するのを待つのみである[3]。これは本作が馬主の活動をリアルに再現することを目指したため、強い競走馬を生産することよりも強い競走馬を見つけ出すことに重点が置かれたためである[4]。
- ゲーム中にはスーパーホースと呼ばれる、能力が極めて高いライバル競走馬が登場する[5]。
- 勝てば勝つほど競走馬の能力が上がるというシステムだったため、能力が平凡な馬でも勝ち続ければスーパーホースに勝つことも可能である。ただしEX版では新たに成長度の概念が導入されており、個体差はあるものの一定の時期を過ぎるとレースでの勝ち負けとは関係なく競走馬の競走能力が衰える。
- 騎手および調教師（調教師は一部作品のみ）には年齢が設定されており、加齢に伴って引退する。引退した者が再び登場することはない。また、毎年架空の人物が騎手として登場する。

### イベント
牧童イベント
牧童が働いている（早来、静内以外の）専売牧場が生産した幼駒をプレイヤーが所有している状態で、専売牧場を訪問することで発生。幼駒が高い競走能力をもつスーパーホースとなる。さらに牧童は騎手となり、プレイヤーと同じ拠点でデビューすれば当初から高い友好度が得られる。

## 主な登場人物・スーパーホース

### 人物
有馬桜子
秘書。前述の実写映像が使用されている作品では実写で登場。

### 新人騎手
- 竹川雄二（1作目のみ。2作目以降、名前は雄一となっている）
- 石田茂
- 結城新吾
- 小野あかね
- 黒木幸恵

竹川、結城、小野の3人は以降のシリーズでもレギュラーであるが石田は『7』には登場しない。

### スーパーホース
- ダークレジェンド
- スーパーシュート
- アイアンキング
- クロスリング
- ゲッコーストーム
- サードステージ
- ユーエスエスケープ
- アウトオブアメリカ
- ミヤワンローズ
- ファーストサフィー
- アンビリーバブル
- チェリーバトル
- メイジクラシック
- メイジビーナス
- サキュウコスモス
- キャニオンキュート
- アースクエイク

## 移植版
| No. | タイトル                                 | 発売日               | 対応機種           | 開発元         | 発売元         | メディア                                              | 型式       | 備考            | Ref.                        |
| --- | ---------------------------------------- | -------------------- | ------------------ | -------------- | -------------- | ----------------------------------------------------- | ---------- | --------------- | --------------------------- |
| 1   | ウイニングポスト                         | 1993年5月1日         | FM TOWNS           | 光栄           | 光栄           | フロッピーディスク                                    | KN10381040 |                 |                             |
| 2   | ウイニングポスト                         | 1993年5月28日        | X68000             | 光栄           | 光栄           | 5インチフロッピーディスク                             | KN10381030 |                 |                             |
| 3   | ウイニングポスト                         | 1993年9月10日        | スーパーファミコン | 光栄           | 光栄           | 16メガビットロムカセット                              | SHVC-WJ    |                 |                             |
| 4   | ウイニングポスト                         | 1993年9月17日        | メガCD             | 光栄           | 光栄           | CD-ROM                                                | T-76044    |                 |                             |
| 5   | ウイニングポスト                         | 1994年7月29日        | Macintosh          | 光栄           | 光栄           | フロッピーディスク                                    | -          |                 |                             |
| 6   | ウイニングポスト with パワーアップキット | 1994年8月26日        | PC-9801            | 光栄           | 光栄           | 5インチフロッピーディスク 3.5インチフロッピーディスク | KN10721020 |                 |                             |
| 7   | ウイニングポスト                         | 1994年9月16日        | 3DO REAL           | 光栄           | 光栄           | CD-ROM                                                | -          |                 |                             |
| 8   | ウイニングポストEX                       | 1995年8月11日 1996年 | セガサターン       | 光栄           | 光栄           | CD-ROM                                                | T-7606G    |                 |                             |
| 9   | ウイニングポストEX                       | 1995年12月29日       | PlayStation        | 光栄           | 光栄           | CD-ROM                                                | SLPS-00189 |                 |                             |
| 10  | ウイニングポスト                         | 2001年8月20日        | iモード            | コーエー       | コーエー       | ダウンロード                                          | -          |                 | [ 8 ] [ 9 ] [ 10 ]          |
| 11  | ウイニングポスト                         | 2002年4月1日         | J-SKY              | コーエー       | コーエー       | ダウンロード                                          | -          |                 | [ 11 ] [ 12 ]               |
| 12  | コーエー25周年記念パック Vol.6           | 2003年11月28日       | Windows 98 - XP    | コーエー       | コーエー       | CD-ROM                                                | -          | PC-9801版の移植 | [ 13 ] [ 14 ] [ 15 ] [ 16 ] |
| 13  | ウイニングポスト                         | 2004年4月22日        | EZアプリ           | コーエー       | コーエー       | ダウンロード                                          | -          |                 | [ 17 ] [ 18 ] [ 19 ] [ 20 ] |
| 14  | コーエー定番シリーズ ウイニングポスト    | 2005年7月15日        | Windows 98 - XP    | コーエー       | コーエー       | CD-ROM                                                | -          |                 | [ 21 ] [ 22 ]               |
| 15  | シブサワ・コウ アーカイブスパック Vol.7  | INT 2017年7月26日    | Windows 7/8.1/10   | コーエーテクモ | コーエーテクモ | ダウンロード (Steam)                                  | -          |                 | [ 23 ] [ 24 ]               |

## 開発
第二次競馬ブーム期に「GIを勝つような馬の馬主になれたら…」という想いを抱いた担当プロデューサーが開発を企画し、発売へと繋がった。企画がスタートした当初は日本に競馬シミュレーションのゲームソフトは存在せず、プロデューサーには「出せば必ず売れる」という確信があったという。しかし開発の途中で『ダービースタリオン』（1991年）がファミリーコンピュータソフトとして発売されたことに衝撃を受け、最終的にはゲームのコンセプトが違うと気を取り直したというエピソードが存在する。

## 評価
スーパーファミコン版
ゲーム誌『ファミコン通信』の「クロスレビュー」では、7・6・6・7の合計26点（満40点）、『ファミリーコンピュータMagazine』の読者投票による「ゲーム通信簿」での評価は以下の通り、20.9点（満30点）となっている。
| 項目 | キャラクタ | 音楽 | お買得度 | 操作性 | 熱中度 | オリジナリティ | 総合 |
| 得点 | 3.6        | 3.4  | 3.2      | 3.6    | 3.7    | 3.6            | 20.9 |
メガCD版
ゲーム誌『ファミコン通信』の「クロスレビュー」では、7・6・6・7の合計26点（満40点）、『メガドライブFAN』の読者投票による「ゲーム通信簿」での評価は以下の通り、21.7点（満30点）となっている。
| 項目 | キャラクタ | 音楽 | お買得度 | 操作性 | 熱中度 | オリジナリティ | 総合 |
| 得点 | 3.6        | 3.3  | 3.3      | 3.4    | 4.1    | 4.0            | 21.7 |
セガサターン版
ゲーム誌『ファミ通』の「クロスレビュー」では、7・6・6・5の合計24点（満40点）、『SATURN FAN』の読者投票による「ゲーム通信簿」での評価は以下の通り、19.9点（満30点）となっている。
| 項目 | キャラクタ | 音楽 | お買得度 | 操作性 | 熱中度 | オリジナリティ | 総合 |
| 得点 | 3.4        | 3.1  | 3.5      | 3.2    | 3.6    | 3.1            | 19.9 |
PlayStation版
ゲーム誌『ファミ通』の「クロスレビュー」では、7・6・6・5の合計24点（満40点）、『PlayStation Magazine』の読者投票による「ゲーム通信簿」での評価は以下の通り、17.7点（満30点）となっている。
| 項目 | キャラクタ | 音楽 | お買得度 | 操作性 | 熱中度 | オリジナリティ | 総合 |
| 得点 | 3.3        | 3.0  | 2.6      | 3.0    | 3.1    | 2.8            | 17.7 |